# Пенола (Болоња)
Пенола (итал. Pennola) је насеље у Италији у округу Болоња, региону Емилија-Ромања.
Према процени из 2011. у насељу је живело 7 становника. Насеље се налази на надморској висини од 894 м.